# Полянки (Могилёвская область)
Поля́нки (бел. Палянкі) — деревня в составе Ковалевского сельсовета Бобруйского района Могилёвской области Республики Беларусь.

## Население
- 1999 год — 52 человека
- 2010 год — 34 человека